# Michał Jerzy Poniatowski

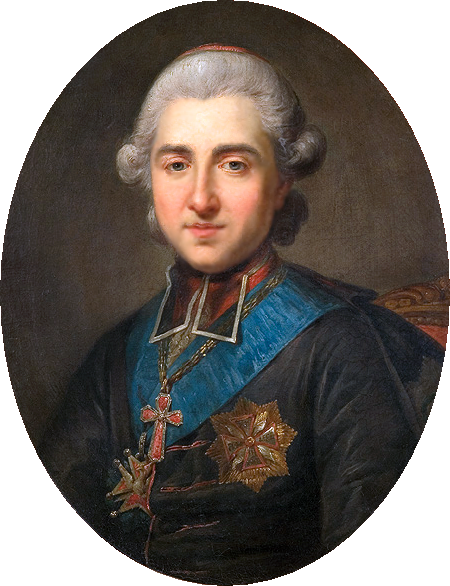
Michał Jerzy Poniatowski.

Michał Jerzy Poniatowski,  född den 12 oktober 1736, död den 12 augusti 1794, var en polsk adelsman och biskop, bror till kung Stanislaus II August av Polen.
Poniatowski var från 1784 ärkebiskop av Gnesen och Polens primas. I Nordisk Familjebok berättas det, att Poniatowski "gjorde sig förhatlig för folket på grund af sin ofosterländska hållning, så att han vid Kosciuszkos resning intog gift af fruktan för folkets hämnd". Nyare uppgifter ger dock vid handen, att även om fruktan var välbefogad hade döden naturliga orsaker.